# Trận Mülhausen
Trận Mülhausen, còn gọi là Trận Mülhausen hay Trận Mulhouse, là một phần của Trận Biên giới Bắc Pháp trên Mặt trận phía Tây của cuộc Chiến tranh thế giới thứ nhất. Trận đánh diễn ra giữa Quân đội Pháp và Quân đội Đế quốc Đức từ ngày 7 cho đến ngày 10 tháng 8 năm 1914, và mục tiêu của quân đội Pháp trong trận này là đoạt lại tỉnh Alsace, vốn đã bị cắt cho Đức sau khi Pháp bị đánh bại trong Chiến tranh Pháp-Phổ (1870 – 1871). Ban đầu quân Pháp đã chiếm được Mülhausen, nhưng sau một cuộc phản công quyết liệt và choáng ngợp của quân đội Đức, Cuộc tấn công của quân Pháp đã thất bại và ngày 10 tháng 8 năm 1914, buộc họ phải triệt thoái về Belfort..
Cuộc tiến quân vào Mülhausen được Quân đoàn VII của tướng Bonneau thực hiện, từ căn cứ của mình tại Besançon, cách Mülhausen 70 dặm Anh. Quân Đức vốn chỉ có một lực lượng yếu ớt để phòng vệ Mülhausen, và Tư lệnh Tập đoàn quân số 7 của Đức là Josias von Heeringen - người có trách nhiệm ngăn ngừa một đợt tấn công quy mô lớn của địch thủ về sông Rhine, đã dự định dụ cho quân Pháp tiến đánh đến tận Sundgau trước khi quân Đức được tăng viện phát động phản kích. Sau vài ngày đụng đột, Quân đoàn của Bonneu vượt biên giới Alsace vào ngày 7 tháng 8 năm 1914 và chiếm được thị trấn Atkirch, cho dù viên chỉ huy của một Trung đoàn Pháp đã bị thương trong cuộc tiến công dữ dội của quân Pháp bằng lưỡi lê nhằm vào quân Đức tại đây. Tuy rằng Bonneau đã dừng chân do sợ mắc bẫy của đối phương, sự giận dữ của Tổng tư lệnh Quân đội Pháp là Joseph Joffre đã buộc Bonneau phải tiếp tục cuộc tiến quân trong ngày hôm sau (8 tháng 8). Ngày hôm đó, một Sư đoàn Bộ binh Pháp đã chiếm được Mülhausen mà không hề vấp phải kháng cự, gây tâm trạng vui mừng cho nước Pháp. Tuy nhiên, quân Pháp không thể nào trụ được lâu: khó khăn đã khiến cho đội quân nhỏ nhoi của Pháp không tiến được xa hơn, quân trừ bị Đức tại Straßburg đã kéo đến và tập kết xung quanh thị trấn. Trước tình hình đó, Quân đội Đức đã phát động phản kích vào ngày 9 tháng 8 năm 1914. Bất chấp sự chống trả quyết liệt của quân Pháp, quân Đức đã áp đảo được đối phương. Đêm hôm đó, Bonneau quyết định rút quân về biên giới Pháp, bỏ lại Mülhausen cùng với cư dân thân Pháp của vùng này cho người Đức.
Cuộc rút lui của quân Pháp đã khiến cho họ thoát khỏi nguy cơ bị sức mạnh vượt trội của Quân đội Đức đè bẹp, song Joffre đã nổi trận lôi đình và huyền chức Bonneau - đây là khúc dạo đầu cho một loạt vụ sa thải Sĩ quan Pháp trong cuộc chiến do thất bại của họ. Tướng Joffre đã cử tướng Paul Marie Pau làm Tư lệnh "Tập đoàn quân Alsace" trong cuộc tiến công thất bại của Quân đội Pháp vào Lorraine cuối tháng đó. Khi quân đội của Pau tấn công, Heeringen chỉ tăng viện 2 Quân đoàn về hướng Bắc để củng cố cánh trái của Tập đoàn quân số 6 của Bayern tại Lorraine và chỉ có một Quân đoàn Trừ bị để phòng ngự ở Sundgau. Sau khi chiếm được một số vị trí vào ngày 14 tháng 8 năm 1914, Pau tiếp tục cuộc tiến công và vào ngày 18 tháng 8 quân Pháp đã chiếm được vài khẩu pháo trong một cuộc giao tranh ở bên ngoài Mülhausen và trong ngày hôm sau (19 tháng 8) họ đã làm chủ được thị trấn này. Tuy nhiên, do các chiến bại tại Mohrange và Sarrebourg, một lần nữa họ bị buộc phải thoái lui về hướng Nam trước tình thế bất lợi và vào ngày 24 tháng 8 năm 1918, quân Đức tái chiếm Mülhausen.

## Tuyên bố của Pháp về cuộc tấn công vào Alsace
Bản tuyên bố này được Joseph Joffre đưa ra vào ngày 7 tháng 8 năm 1914 khi quân đội Pháp mới hành tiến vào tỉnh Alsace.
| “               | :Ngày 7 tháng 8 năm 1914 HỠI NHỮNG NGƯỜI CON CỦA ALSACE! Sau bốn mươi bốn năm chờ đợi mỏi mòn, những binh sĩ Pháp một lần nữa đã đặt chân lên mảnh đất của đất nước cao quý của các bạn. Họ là những người đi đầu trong công trình phục thù vĩ đại. Đối với họ, đó là một niềm cảm hứng lớn thôi thúc họ tiến lên, và đó là một niềm tự hào lớn ! Để hoàn tất công trình đó, họ đã hi sinh tính mạng của mình. Dân tộc Pháp đã đồng lòng thôi thúc họ tiến lên, và trong nếp gấp của lá cờ của họ đã khắc ghi dòng chữ nhiệm màu "Lẽ phải và Tự do". Alsace muôn năm. Nước Pháp muôn năm. Tổng tư lệnh quân đội Pháp, JOFFRE | ” |
| — Joseph Joffre | |   |

Tuy nhiên, mãi 4 năm sau, khi chiến tranh kết thúc, ước mơ "phục thù" của người Pháp mới có thể thực hiện được với cái giá 1,7 triệu người chết và 4 triệu người bị thương.